# Katana
Katana (рус. «Катана») — шведская хэви-метал-группа, основанная в 2003 году в городе Гётеборг. Тематика текстов песен коллектива затрагивает тему Востока и азиатской культуры, название группы во многом обусловлено интересом музыкантов к Японии и её культуре.

## История
Коллектив начал свою деятельность в декабре 2003 года.
Создателями группы являются гитарист Тобиас Карлссон и бас-гитаристка с финскими корнями Сусанна Салминен. Позже к ним присоединились второй гитарист Оскар Петерссон и барабанщик Кристиан Борссон, еще позднее — вокалист Дэн Бэк. В 2005 году, именно при этом составе и была выпущена первая работа — демо из 4 песен Night Avengers, названное так по заглавной песне.
На следующий год сменился вокалист — на место Д. Бэка был принят Йохан Берспан, который находится в группе до сегодняшнего дня.
С новым вокалистом вышел 1-й сингл группы под названием Heart of Tokyo (рус. «Сердце Токио»).
28 января 2011 года был издан 1-й полноформатный студийный альбом Heads Will Roll. Немецкий журнал Rock Hard оценил работу в 7 баллов из 10.
20 ноября 2015 года вышел 3-й студийный альбом коллектива под названием The Greatest Victory.

## Дискография
Студийные альбомы
- Heads Will Roll (2011)
- Storms of War (2012)
- The Greatest Victory (2015)

Мини-альбомы (EP)
- Rock 'n' Roll Disaster (2008)
- Kubilai Khan (2012)

Синглы
- Heart of Tokyo (2006)
- Heart of Tokyo (2011)

Демо
- Night Avengers (2005)

## Участники
Текущий состав
- Йохан Берспан — вокал;
- Тобиас Карлссон — электрогитара;
- Патрик Эссен — электрогитара;
- Сусанна Салминен — бас-гитара;
- Андерс Перссон — ударные;